# 青井春
青井 春（あおい はる、1998年3月26日 - ）は、日本のグラビアアイドル、タレント。大阪府出身。太田プロダクション所属。2022年2月時点で、太田プロでは唯一のグラビアアイドル。

## 略歴
6歳から劇団に入り、舞台や昼のテレビ番組の再現フィルムに出演し、教科書のモデルなどをやっていたが、ファッションへの興味が沸き、16歳の時に劇団を辞め、勉強してファッションを学べる服飾の大学へ進学。同時にオーディションに応募してモデルとしても活動するようになり、地元・大阪を拠点に関西コレクションなどに出演していた。その中で、事務所を作り自身をマネージメントしてくれた人物を通じて、『週刊プレイボーイ』（集英社）の編集者を紹介され、2017年2月27日発売の同誌11号にて「はるかぜ.」名義でグラビアアイドルとしてデビュー。その後、2019年末までは同名義で活動していたが、休業を経て2020年8月に「青井春」に改名し、活動を再開した。
なお、2023年3月に写真週刊誌『FLASH』（光文社）のインタビューで明かしたところによれば、先述の休業はSNSに一部のフォロワーからセンシティブな動画が送られてくるようになったためでもあり、休業していた時期はモデルを目指す後輩たちに歩き方や立ち方を教えたり、趣味が高じてヘアメイクをさせてもらったりしていたが、待ってくれていたファンに応えて活動を再開したとの旨を答えている。
2024年7月8日発売の『週刊プレイボーイ』のインタビュー記事にて、「あと1、2年でグラビアをやめようかなと思っている」と述べたが、同年11月の同誌のインタビューでは、30代で活動するグラビアアイドルも多いことから再考のニュアンスも見せている。

## 人物
- 趣味：寝ること、旅行、メイク[1]。
- 特技：韓国語、華道、茶道、箏曲、ウォーキング[1]。
- 資格：TOPIK（韓国語検定）中級[1]。
- 「チート級スタイル」の異名を持つ[6][11]。
- 学生時代は女子校に通っており、男性と接することが少なかったという[6]。
- 地元愛が強く「大阪から引っ越すなんて考えられん」と語り、大学在学中は大阪の実家に暮らしていたが、休業を経て復帰する際に「芸能界に戻るなら、東京でしっかりやれ」と母に言われ、覚悟を決めて上京した[12]。しかしながら、一人で東京の家にいるのが寂しく、気づいたら休みの度に大阪に帰っていたため、結局東京の家は引き払い、再び大阪の実家に暮らすことになった[13]。
- 『仮面ライダー』が好きで、中でも『仮面ライダー電王』のファン[12]。
- 好きな音楽はK-POP、CHARA、ONE OK ROCK、Alexandros、アヴリル・ラヴィーン[14]。
- 一番好きな食べ物は白ごはんで、他には梨、さくらんぼ、スイカ、マスカット、グミ、牡蠣、黒豆が好き[14]。
- 「はるかぜ.」名義で活動していた際に似た名義を持つ女優と混同され、トラブルになったことがある（詳細は春名風花#商標登録を参照）。

## 出版

### デジタル写真集
- はるかぜ. Iカップ女子大生爆誕！（2018年9月21日、光文社［FLASHデジタル写真集］、撮影：LUCKMAN）[15]
- はるかぜ. めっちゃ！好きやで！（2019年9月2日、小学館［週刊ポストデジタル写真集］、撮影：橋本雅司）[16]
- はるがきた（2020年11月2日、集英社［週プレ PHOTO BOOK］、撮影：LUCKMAN）[17]
- 春の温もり（2021年1月25日、集英社［週プレ PHOTO BOOK］、撮影：LUCKMAN）[18]
- 春は待たずに追うものです（2021年7月15日、集英社［YJ PHOTO BOOK］、撮影：藤本和典）[19]
- Great Figure（2022年2月28日、集英社［週プレ PHOTO BOOK］、撮影：YOROKOBI）[20]
- Vitality（2022年12月12日、集英社［週プレ PHOTO BOOK］、撮影：HIROKAZU）[21]
- Haru in Summer（2022年12月19日、小学館［スピ/サン グラビアフォトブック］、撮影：田口まき）[22]
- ワンダーラスト〜prologue〜（2023年7月10日、集英社［週プレ PHOTO BOOK］、撮影：HIROKAZU）[23]
- ゆるエロの極み（2024年1月4日、集英社［週プレ PHOTO BOOK］、撮影：西條彰仁）[24]
- プロ彼女（2024年7月8日、集英社［週プレ PHOTO BOOK］、撮影：高橋慶佑）[25]
- WPB 〜特装合本版〜（2024年7月8日、集英社［週プレ PHOTO BOOK］、撮影：LUCKMAN、YOROKOBI、HIROKAZU、西條彰仁、高橋慶佑）[26]

### カレンダー
- 青井春 2024年カレンダー（2023年11月11日、トライエックス）[27]

## 出演

### テレビ番組
- ヒロミ・指原の“恋のお世話始めました”（2021年3月26日、テレビ朝日）[28]
- カバン持ちさせてください!（2021年4月18日、TBS）[29]
- 愛しのアピールちゃん（2021年5月23日、MBS）※再現VTR[30]
- あれみた?（2023年5月15日、MBS）[31][32]
- ロンドンハーツ（2023年6月13日、テレビ朝日）- 女性芸能人スポーツテスト2023 ゴールデン2時間SP[33][34]

### ラジオ番組
- ONEラジ！（2022年4月2日[35]、11月27日[36]、2024年6月20日[37]、ラジオ関西）
- 青井春のBy My Side（2024年2月25日 - 5月26日、ラジオ関西）- 毎週日曜深夜26:00 - 26:20[38][39]

### ウェブ配信
- にじいろ競輪TV / RakutenKdreams【公式】（2021年3月20日 - 2022年4月26日、YouTube）- にじいろガール[40]
- ヒロミ・指原の“恋のお世話始めました”（2022年7月14日、ABEMA）[41][42]
- GIRL or LADY〜私が最強〜（2023年9月3日 - 10月29日、ABEMA）[43][44]
- SPA! 第10回 グラビア生会議（2024年8月14日、YouTube）[45][46]

### WEB
- ゴミを変えれば人生が変わる！滝沢秀一の金持ちのゴミはなぜ少ないのか？（2024年4月11日 - 8月1日、週プレNEWS）[47]

### イベント
- 京まちなか映画祭2022（2022年12月2日 - 4日、京都文化博物館フィルムシアター/ヒューリックホール京都）- アンバサダー[48]
- Music Chocolate Festival.2025（2025年2月15日、Zepp Namba）- イベントMC[49]

### ミュージックビデオ
- SOUTH BLUE 「Tomorrow」（2024年1月19日）[50]